# Rachel DeWoskin
 (novembre 2017).
Si vous disposez d'ouvrages ou d'articles de référence ou si vous connaissez des sites web de qualité traitant du thème abordé ici, merci de compléter l'article en donnant les références utiles à sa vérifiabilité et en les liant à la section « Notes et références ».
Rachel DeWoskin, née en 1972, est une actrice et écrivain américaine.

## Biographie
Rachel DeWoskin, fille d'un professeur de sinologie, a grandi à Ann Arbor, dans le Michigan. Elle est diplômée d'anglais et a étudié la Chine à l'université Columbia de New York.
En 1994, elle arrive à Pékin pour travailler comme consultante en relations publiques. Peu de temps après, elle devient la star de la série soap opera Foreign Babes in Beijing, regardée par environ 600 millions de téléspectateurs. Elle y incarnait le personnage de Jiexi, dans ce que Reuters qualifie d'« équivalent chinois de Sex and the City ».
En 1999, DeWoskin retourne aux États-Unis où elle réalise des travaux universitaires en poésie à l'université de Boston. En 2005, elle publie les mémoires de son expérience chinoise : Une Américaine à Pékin (Foreign Babes in Beijing: Behind the Scenes of a New China, que l'on peut traduire par : Poupées étrangères à Pékin : les coulisses d'une nouvelle Chine). Les droits du livre ont été achetés par Paramount Pictures, qui a lancé en 2006 la production d'un film réalisé par Alice Wu. La sortie du film est prévue en 2008 aux États-Unis.
DeWoskin a également fait une brève apparition dans le film Saving Face d'Alice Wu.

## Publications
- Une Américaine à Pékin (Foreign Babes in Beijing : Behind the Scenes of a New China), Éditions Gutenberg, 2006  (ISBN 2-35-236001-3).

## Filmographie
Actrice
- 1998 : Restless de Jule Gilfillan : Monica

Scénariste
- 2008 : Foreign Babes in Beijing d'Alice Wu, inspiré de son livre